# Distrito de Mazán
El distrito de Mazán es uno de los 11 distritos que conforman la provincia de Maynas, ubicada en el departamento de Loreto en el oeste del Perú.
Desde el punto de vista jerárquico de la Iglesia católica forma parte del  Vicariato Apostólico de San José de Amazonas.

## Geografía
La capital se encuentra situada a 103 m s. n. m. y cuenta con 3626 habitantes, de las cuales se necesita una mayor concentración de las autoridades para el distrito de Mazan que con tantos años de vivencia necesita interconexión, construcciones de veredas de 4 metros de ancho de la vía, postas medicas, centros de salud muy bien equipados, canchas deportivas para incentivar a la población a no desviarse por los malos andares de la vida, construcciones de puentes que conecte con las oras comunidades, y muchos proyectos más que se reflejo al inicio del año 2023, esperando que en este mismo año se prioricen esos proyectos como el tema de electrificación y agua desagüe,. etc. 

## Historia
Creado inicialmente como poblado ecuatoriano en 1887 por el Sr. Elías Andrade Ganges, pasa al poder del Perú de facto a inicios del siglo XX. Es elevado a Distrito el 2 de julio de 1943, mediante Ley N°9815, en el gobierno del presidente del Perú Manuel Prado Ugarteche.

## Geografía humana
En este distrito de la Amazonia peruana habita las siguientes  etnias:
- Tucano, grupo Orejón autodenominado Maijuna
- Quechua, grupo Quechua del Napo,  autodenominado Napuruna / Kichwaruna.